# Гришан, Юрий Фёдорович
Юрий Фёдорович Гришан (род. 1 апреля 1957, Магадан, Магаданская область, РСФСР, СССР) — российский государственный деятель. Заместитель председателя правительства Магаданской области с 3 марта 2025 года. Мэр Магадана (13 ноября 2015 — 11 февраля 2025).

## Биография
Юрий Гришан родился 1 апреля 1957 года в Магадане.
В 1979 году после окончания Омского политехнического института начал трудовую деятельность на Магаданском ремонтно-механическом заводе.
С 1982 по 1985 год занимал выборные должности в Магаданском горкоме КПСС, Магаданском горкоме ВЛКСМ. С 1985 по 1996 год работал заместителем начальника управления профтехобразования, заместителем начальника управления народного образования, начальником управления профессионального образования администрации Магаданской области.
С 1991 по 1994 год одновременно с основной работой являлся научным руководителем трёх экспериментальных площадок Академии педагогических наук СССР в Магаданской области по созданию социально-педагогических комплексов. В 1996 году создал частное предприятие ООО «ЭЛАЙ», основным видом деятельности которого, являлось обеспечение автономного теплоснабжения объектов производственной и социальной сферы.
В 2003 году работал помощником депутата Государственной думы. С 2004 года занимал должность заместителя мэра Магадана. В сентябре 2013 года назначен первым заместителем мэра Магадана.
13 ноября 2015 года Юрий Гришан был избран Магаданской городской думой мэром города Магадана.
11 февраля 2025 года подал заявление на досрочный уход с поста. 12 февраля пост мэра Магадана временно занял первый заместитель Гришана Александр Малашевский.
3 марта 2025 года назначен назначен заместителем председателя правительства Магаданской области.

## Личная жизнь
Имеет троих детей.